# デーロ、ロシー
「デーロ、ロシー」 (ロシア語: Дело России) は、ロシア内戦中、東京において発行されていた保守的なロシア語新聞の一つである。ロシア白軍により買収され、白軍の宣伝機関となった。当初は日露倶楽部内で発行されていたが、1930年9月、発行所を横浜市に移転した。

## 歴史
1920年3月、ユダヤ系ロシア人ジャーナリストのアナトリー・ヤコヴレヴィチ・グートマンは、東京において「デーロ、ロシー」を創刊した。
同年6月、ロシア陸軍中将ロマノフスキー・ゲオルギー・ドミトリエヴィチは、グリゴリー・セミョーノフ軍の代表者スイロボヤルスキー・アレクサンダー・ウラジミロヴィチ少将と協議を行い、「デーロ、ロシー」を買収し、それを白軍の宣伝機関とした。同年7月より、ロマノフスキーの主筆による号外として邦文翻訳号を発行し、それを日本の官民の有力者に配布した。

## 在日本露西亜国民統一会
在日本露西亜国民統一会は、「デーロ、ロシー」新聞編集所で行われていた会合である。設立時の主な参加者は以下の通り。
- ゲオルギー・ロマノフスキー（ロシア語版）
- ポクロフスキー・コーゼル
- アナトリー・ヤコヴレヴィチ・グートマン (ペンネーム: ガン)

また、在日本露西亜国民統一会はハルビンに支部を持っており、ステパン・ウォストロチンがハルビンの支部長となっていた。
統一会は不偏不党であり、派閥にはゴンダッチ派、ホルワット派、セミョーノフ派、ロマノフスキー派があった。